# Adisianus
Genre
Synonymes
- Adisius Bretfeld, 2002 nec Fairmaire, 1903

Adisianus est un genre de collemboles de la famille des Bourletiellidae.

## Liste des espèces
Selon Checklist of the Collembola of the World (version du 12 août 2019) :
- Adisianus fuscus (Bretfeld, 2002)
- Adisianus maassius (Palacios-Vargas & González, 1995)
- Adisianus maculatus (Bretfeld, 2002)

## Publications originales
- Bretfeld, 2003 : Adisianus nom.nov. for a genus of Symphypleona (Insecta, Collembola) from Central Amazonia, Brazil. Amazoniana, vol. 17, no 3/4, p. 551-552.
- Bretfeld, 2002 : Known and new genera and species of Symphypleona (Insecta, Collembola) obtained by canopy fogging in central Amazonia, Brazil. Amazoniana, vol. 17, no 1/2, p. 109-137.